# Ryszard Gancarz
Ryszard Gancarz (ur. w 26 kwietnia 1955 roku w Mielcu, zm. 12 maja 2017 w Sandomierzu) – polski artysta grafik, malarz.

## Życiorys
Edukację plastyczną rozpoczął w Państwowym Liceum Sztuk Plastycznych w Jarosławiu, a następnie studiował na Wydziale Grafiki Akademii Sztuk Pięknych w Krakowie. Dyplom z wyróżnieniem uzyskał w 1980 r. w Pracowni Miedziorytu pod kierunkiem prof. Mieczysława Wejmana.
Laureat wielu nagród na wystawach ogólnopolskich, m.in. na „Triennale z Martwą Naturą”, „Primum non nocere”, „Salonie Zimowym Plastyki” oraz wielokrotnie nagradzany w konkursach plastycznych „Porównania” BWA w Sandomierzu i „Przedwiośnie” BWA w Kielcach. Zrealizował ponad 30 wystaw indywidualnych oraz uczestniczył w ponad 100 wystawach zbiorowych w kraju i za granicą, m.in. w Niemczech, Francji, Szwecji, Japonii i USA. Jego prace znajdują się w państwowych zbiorach muzealnych i w państwowych Galeriach Sztuki Współczesnej oraz w licznych kolekcjach prywatnych w kraju i za granicą. W latach 1986, 2000 i 2006 roku był stypendystą Ministerstwa Kultury i Dziedzictwa Narodowego. W roku 2008 został odznaczony brązowym medalem „Zasłużony Kulturze Gloria Artis” w dziedzinie sztuk wizualnych/plastycznych.
Był członkiem ZPAP w Krakowie. Mieszkał i tworzył w Sandomierzu. Jego grób znajduje się na Cmentarzu Katedralnym w Sandomierzu.

## Twórczość
Zajmował się malarstwem (pejzaż, martwa natura, abstrakcja), grafiką warsztatową (technika akwaforty, akwatinty), fotografią, jednak jego głównym środkiem wyrazu był rysunek, gdzie balansował pomiędzy abstrakcją, formami geometrycznymi a figuracją. Charakterystyczny dla niego był ekspresyjny, ostry, często linearny ślad ołówka, węgla, pędzla, jaki pozostawiał na płaszczyźnie papieru czy płótna. Często stosował technikę kolażu, gdzie wkomponowywał w malarsko-rysunkową materię obrazy postaci, miejsc, czy przedmiotów codziennego użytku. Stworzył swój unikalny i rozpoznawalny język plastyczny łączący realistyczne przedstawienia z liniami, abstrakcyjnymi plamami i kształtami. Oryginalność budował na poszukiwaniach i eksperymentach z technikami artystycznymi oraz wystrzeganiu się utartych schematów. Tworzył cykle prac inspirowane najbliższym otoczeniem, podróżami, architekturą, życiem osobistym i rodzinnym – tak powstały serie malarsko-rysunkowe, m.in. „Autobiografia”, „Ściany”, „Listy”„Torsy”, „Na plaży”, „Katedry”, „Miasto kobiet”, „Na mojej ulicy”, „Gra w miasto”,„Przechodzący”. Jednym z głównych motywów przewijających się w twórczości artysty jest miasto, ulica, przechodzący, przypadkowi ludzie – setki rysunków i kolaży inspirowanych widokiem z okna pracowni stanowią unikalną kroniką życia codziennego miasta.
Artysta całe życie zmagał się z chorobą serca, przeszedł kilka operacji. Swoim zrozumieniem problemów chorych oraz talentem plastycznych służył Fundacji Śląskiego Centrum Chorób Serca oraz wspierał akcję „Tak dla transplantacji”. Jest autorem logo Fundacji FŚCCS, programu "Tak dla transplantacji", oświadczenia woli, kalendarzy, kartek świątecznych oraz kilkudziesięciu prac graficznych towarzyszących akcjom, których głównym zadaniem jest popularyzacja idei transplantacji.